# Human Weapon
Human Weapon était une émission de télévision quotidienne diffusée sur la chaine américaine History Channel à partir du 20 juillet 2007. Les présentateurs, Jason Chambers et Bill Duff, voyagent dans le monde entier pour étudier les différents arts martiaux, ou styles de combats.
L'émission est similaire à Fight Quest.
En août 2008, la chaine historique History Channel décide de mettre fin à l'émission. Les réalisateurs avaient alors 24 nouvelles émissions en pré-production. En 2011, un article sur Gawker reproche à la History Channel de baigner exclusivement dans l'histoire fiction, et de se rabattre sur de vieilles recettes comme la violence de l'émission Human Weapon pour conquérir une audience.

## Épisodes
| Épisode # | Pays                         | Art Martial/Titre de l'épisode          | Date de publication |
| --------- | ---------------------------- | --------------------------------------- | ------------------- |
| 1         | Thaïlande                    | Muay Thaï                               | 20/07/2007          |
| 2         | Philippines                  | Eskrima                                 | 27/07/2007          |
| 3         | Japon                        | Karaté                                  | 3/08/2007           |
| 4         | France                       | Savate                                  | 10/08/2007          |
| 5         | Japon                        | Judo                                    | 17/08/2007          |
| 6         | Grèce                        | Pancrace                                | 24/08/2007          |
| 7         | Israël                       | Krav Maga                               | 31/08/2007          |
| 8         | États-Unis                   | Close Combat                            | 21/09/2007          |
| 9         | États-Unis                   | Mixed Martial Arts                      | 28/09/2007          |
| 10        | Chine                        | Kung Fu (Sanda)                         | 2/11/2007           |
| 11        | Russie                       | Sambo                                   | 9/11/2007           |
| 12        | Cambodge                     | Pradal Serey                            | 16/11/2007          |
| 13        | Malaisie                     | Silat                                   | 23/11/2007          |
| 14        | Pays des épisodes précédents | "Passport to Pain" (revue de la saison) | 7/12/2007           |
| 15        | Japon                        | Ninjutsu                                | 14/12/2007          |
| 16        | Corée du Sud                 | Taekwondo                               | 21/12/2007          |